# Cantó de Blaia
El cantó de Blaia és un cantó francès del departament de la Gironda, a la regió de la Nova Aquitània. Forma part del districte de Blaia, té 13 municipis i el cap cantonal és Blaia.

## Municipis
- Berson
- Blaia
- Campugnan
- Cars
- Cartelègue
- Fours
- Mazion
- Plassac
- Saint-Androny
- Saint-Genès-de-Blaye
- Saint-Martin-Lacaussade
- Saint-Paul
- Saint-Seurin-de-Cursac

## Història
| Data d'elecció                           | Identitat         | Partit           | Qualitat |
| ---------------------------------------- | ----------------- | ---------------- | -------- |
| 1945-1957                                | Marc Pauzet       | radical          |          |
| 1957-1976                                | Gérard Deliaune   | UNR, després RPR |          |
| 1976-2001                                | Bernard Madrelle  | PS               |          |
| 2001-2008                                | Vincent Liminiana | PS               |          |
| 2008-                                    | Xavier Loriaud    | MoDem            |          |
| les dades anteriors no són pas conegudes |                   |                  |          |
|                                          |                   |                  |          |

## Demografia
| 1962   | 1968   | 1975   | 1982   | 1990   | 1999   | 2006   |
| ------ | ------ | ------ | ------ | ------ | ------ | ------ |
| 11.698 | 12.201 | 11.674 | 13.637 | 13.176 | 13.855 | 14.282 |